# Pascal Bergamin
Pascal Bergamin (* 28. Juli 1979 in Davos) ist ein Schweizer Filmemacher.

## Leben und Karriere
Der 1979 in Davos geborene Bergamin, absolvierte von 1996 bis 2001 ein Lehrerseminar in Chur, bevor er von 2001 bis 2005 den Studienbereich Film/Video an der Hochschule für Gestaltung und Kunst in Zürich HGKZ studierte und dort sein Diplom erwarb. Während seiner Studienzeit entstanden erste Kurzfilme. Darunter Werke wie Hardau oder der beim Neuchâtel International Fantastic Film Festival nominierte Kurzfilm Sennentuntschis Tod. Die beiden nachfolgenden Kurzfilme Staila crudanta (2005) und Am Galgen (2008) wurden ebenfalls bei verschiedenen Festivals für Auszeichnungen nominiert (unter anderem dem Schweizer Filmpreis) oder mit einem Preis bedacht (Locarno International Film Festival).
2012 inszenierte Bergamin den britischen Independent-Spielfilm Nice Guy mit Cavan Clerkin und Abigail Blackmore in den Hauptrollen. Der Film feierte seine Premiere am 7. Juli 2012 beim East End Filmfestival in London. Schirmherr des Filmfestivals war der Regisseur Danny Boyle. Der Film erhielt eine Nominierung in der Kategorie Best Feature beim East End Filmfestival für Pascal Bergamin als Regisseur.
Bergamin lebt und arbeitet als freischaffender Autor und Regisseur in London und Zürich.

## Filmografie

### Als Regisseur
Spielfilm
- 2012: Nice Guy

Kurz- oder Dokumentarfilm
- 2001: D'Gisela
- 2002: Opus Nr. 1
- 2002: Weisser Hase
- 2003: Hamburger
- 2003:	Hardau
- 2004: Sennentuntschis Tod
- 2005: Staila crudanta
- 2008: Am Galgen
- 2011: Ehre dem Stein (Fernsehdokumentarserie)
- 2021: Boris Says

### Als Drehbuchautor
- 2005: Staila crudanta
- 2011: Ehre dem Stein (Fernsehdokumentarserie)

## Auszeichnungen
- 2005: Nominierung beim Neuchâtel International Fantastic Film Festival für den Narcisse Award in der Kategorie Best Swiss Short für den Kurzfilm Sennentuntschis Tod
- 2005: Auszeichnung beim Aix-en-Provence International Short Film Festival mit dem Prix Cinécourts für den Kurzfilm Staila crudanta
- 2005: Nominierung beim Locarno International Film Festival für den Golden Pardino – Leopards of Tomorrow für den Kurzfilm Staila crudanta
- 2005: Auszeichnung beim Locarno International Film Festival für den Action Light Award – Special Mention (For the quality of its directing and the performance of its actors) für den Kurzfilm Staila crudanta
- 2006: Nominierung beim Schweizer Filmpreis für den Swiss Film Prize in der Kategorie Best Short Film für den Kurzfilm Staila crudanta
- 2008: Nominierung beim Locarno International Film Festival für den Golden Pardino – Leopards of Tomorrow für den Kurzfilm Am Galgen
- 2012: Nominierung für den EEFF's Best Film Award in der Kategorie Best Feature beim East End Filmfestival in London für Pascal Bergamin für den Spielfilm Nice Guy